# Montserrat Olivella i Valls
Montserrat Olivella i Valls (Eixample, Barcelona, 26 de gener de 1921 - Barcelona, 13 de juny de 2016) era una promotora social catalana, mare de dues filles, àvia de cinc nets, besàvia de set besnets i vídua. El 1992 va formar part del grup motor que va treballar en la creació del Casal Municipal de Gent Gran M. Aurèlia Capmany, que funciona des del juny d'aquell any al cor de l'Eixample barceloní, el carrer d'Enric Granados. Va ser-ne primera vocal en la primera junta del Casal i, des que aquesta entitat es va crear, mai no va deixar de treballar-hi, amb una dedicació molt especial a acollir els nous socis i sòcies i tothom que s'hi acostava a passar una estona o a informar-se.
El novembre de 1996 es va incorporar al projecte pilot d'habitatges compartits entre gent gran i joves Vivim a l'Eixample, actualment ampliat a tot Catalunya amb el nom Viure i Conviure. El 2001 va rebre la Medalla d'Honor de Barcelona.